# Isilkul
Isilkul – osiedle typu miejskiego w Rosji, w obwodzie omskim, 120 km na zachód od Omska. W 2009 liczyło 25 891 mieszkańców.

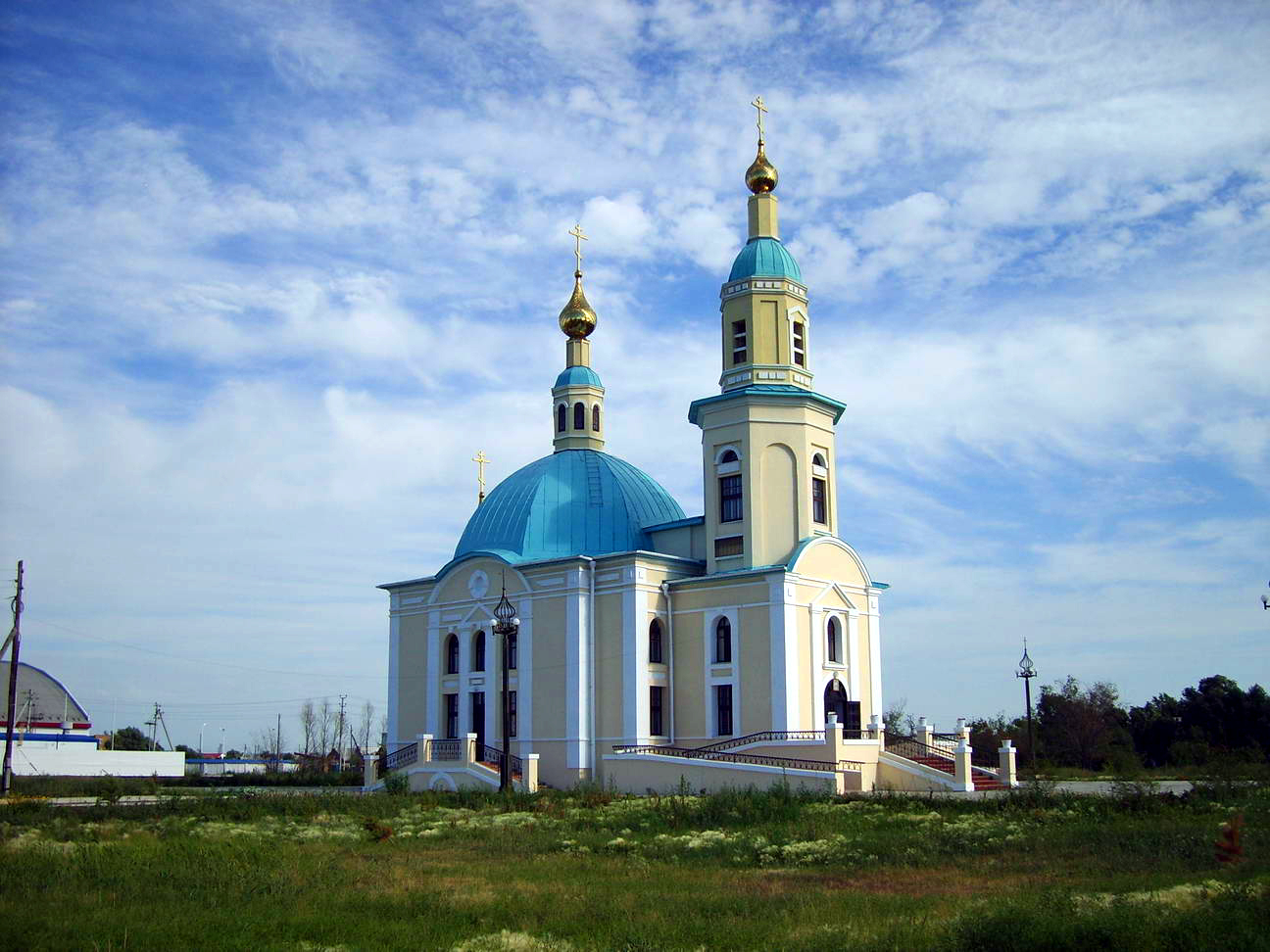
Cerkiew Nowomęczenników i Wyznawców Rosyjskich